# 余志华
余志华（1937年—），男，江苏邗江人，綽號余法。中华人民共和国政治人物，曾任中国科学院党组副书记，第九、十届全国政协委员。